# Ivo Tartaglia
Ivo Tartaglia, także Ivo Tartalja (ur. 6 lutego 1880 w Splicie, zm. 3 kwietnia 1949 w Lepoglavie) – chorwacki i jugosłowiański polityk, burmistrz Splitu (1920-1928), ban banowiny primorskiej (1929-1932).

## Życiorys
Studiował prawo w Zagrzebiu, Pradze, Wiedniu i w Grazu. Na uniwersytecie w Grazu obronił pracę doktorską. W 1903 powrócił do Splitu i otworzył kancelarię adwokacką. W tym czasie pisał artykuły publicystyczne do czasopism wydawanych w Chorwacji (Novi list, Narodni list, Svjetlo, Pokret). Należał do założycieli Chorwackiej Partii Demokratycznej, pełniąc w 1905 funkcję jej sekretarza. W 1913 bronił przed sądem chorwackich działaczy narodowych. Po wybuchu I wojny światowej został internowany przez władze Austro-Węgier w Mariborze, razem z bratem Oskarem. Po zakończeniu wojny związał się z Jugosłowiańską Ligą Demokratyczną. W 1918 objął stanowisko burmistrza Splitu. W 1919 organizował protesty przeciwko aneksji części Dalmacji przez Włochy. Z jego inicjatywy w 1925 powstała linia kolejowa łącząca Split z centralną Jugosławią. Zrealizował projekt elektryfikacji miasta, zmodernizował port w Splicie, a także założył teatr zawodowy i rozbudował sieć szkół. W 1926 zdobył mandat deputowanego do Skupsztiny Królestwa SHS.
Po zamachu na Stjepana Radicia w 1928 wbrew stanowisku większości polityków chorwackich był zwolennikiem dalszej współpracy z dworem Aleksandra I. Po ustanowieniu dyktatury królewskiej w Jugosławii w 1929 stanął na czele banowiny primorskiej. W 1932 zrezygnował z tego stanowisko po ataku żandarmów na procesję katolików w Omišu. W latach 1939–1941 zasiadał w Senacie Królestwa Jugosławii. W 1941 po agresji na Jugosławię został internowany przez włoskie władze okupacyjne.
Po przejęciu władzy przez komunistów otrzymał propozycję objęcia stanowiska w nowym rządzie. Z uwagi na chorobę serca nie podjął się tego zadania. Kiedy odmówił żądaniom władz komunistycznych, aby przekonał Ivana Meštrovicia do powrotu do Jugosławii został aresztowany. Stanął przed sądem w Splicie oskarżony o współpracę z dyktaturą Aleksandra I. Skazany na 7 lat więzienia i konfiskatę majątku. Początkowo odbywał karę w Szybeniku, skąd został przeniesiony do więzienia w Lepoglavie, gdzie zmarł w 1949. Władze jugosłowiańskie w 1987 wyraziły zgodę, aby spoczął w grobowcu rodzinnym na cmentarzu Lovrinac w Splicie.
Odznaczony Orderem św. Sawy III st., Orderem Korony Jugosłowiańskiej I i II stopnia. Do 1935 był związany z masońską lożą Pravda.